# آنسي A300
آنسي (اختصار ل المعهد الأمريكي للمعايير القومية) A300، هو معيار رعاية صناعة الأشجار في الولايات المتحدة الأمريكية،  قامت بتطويرها جمعية صناعة رعاية الأشجار والمحافظة عليها من قبل أصحاب مصالح الصناعة من خلال المراجعة الدورية للتوجيهات وتحديثها.  

## الأقسام
- القسم الأول - التقليم
- القسم الثاني -  إدارة التربة
- القسم الثالث - أنظمة الدعم الإضافي
- القسم الرابع - أنظمة الحماية من الصواعق
- القسم الخامس - إدارة الأشجار في مواقع البناء
- القسم السادس - الزراعة وغرس المحاصيل
- القسم السابع -  الإدارة المتكاملة للنبات
- القسم الثامن -  معيار إدارة الجذر
- القسم التاسع -  تقييم مخاطر الأشجار
- القسم العاشر-  مكافحة متكاملة للآفات

لم يتم اعتماد القسم الحادي عشر المقترح من A300 ، منتجات الغابة الحرجية، باعتباره خارج نطاق معايير إدارة رعاية الأشجار